# بوم‌موسیقی‌شناسی

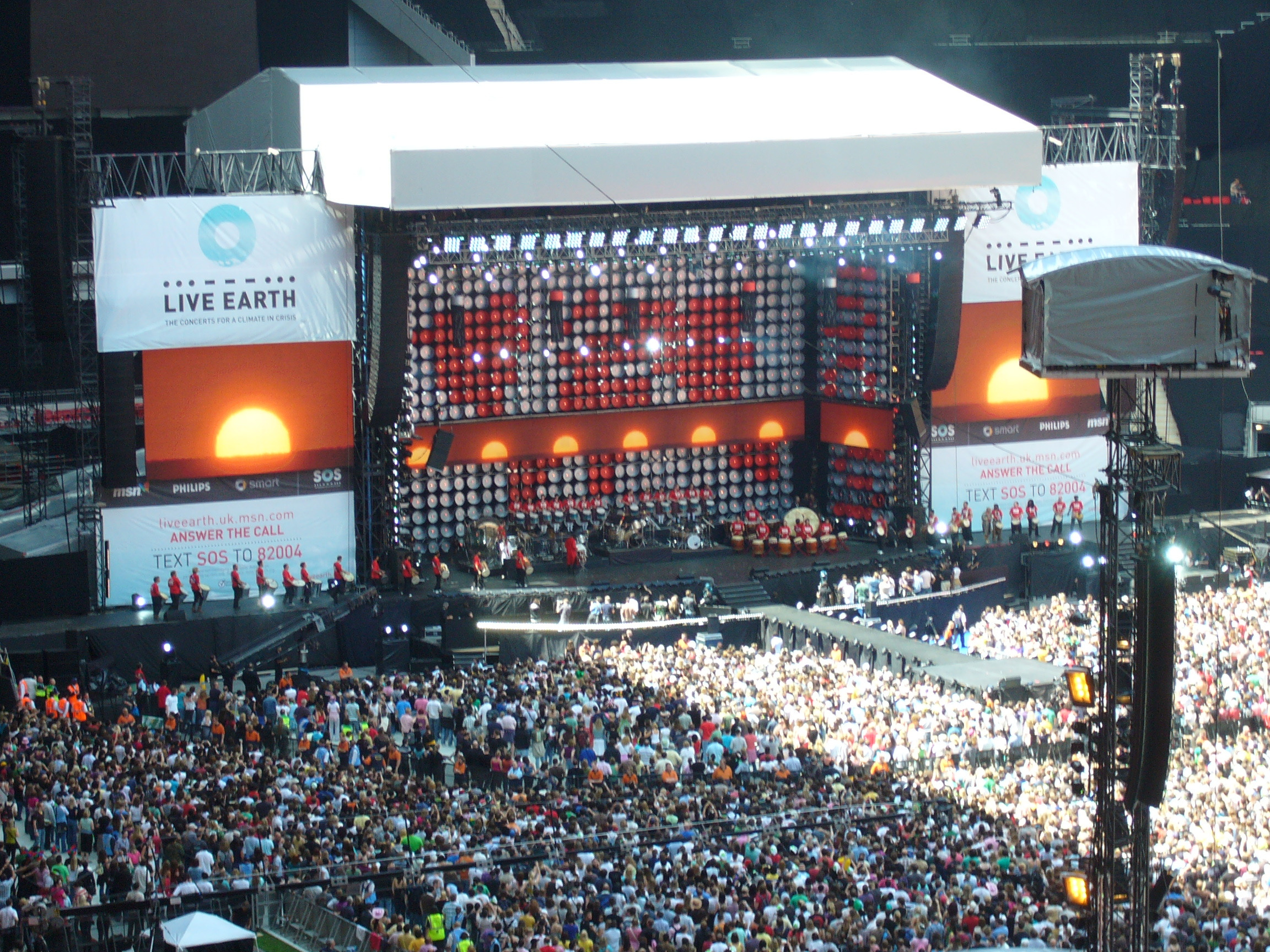
کنسرت زمین زنده در استادیوم ومبلی، ۲۰۰۷

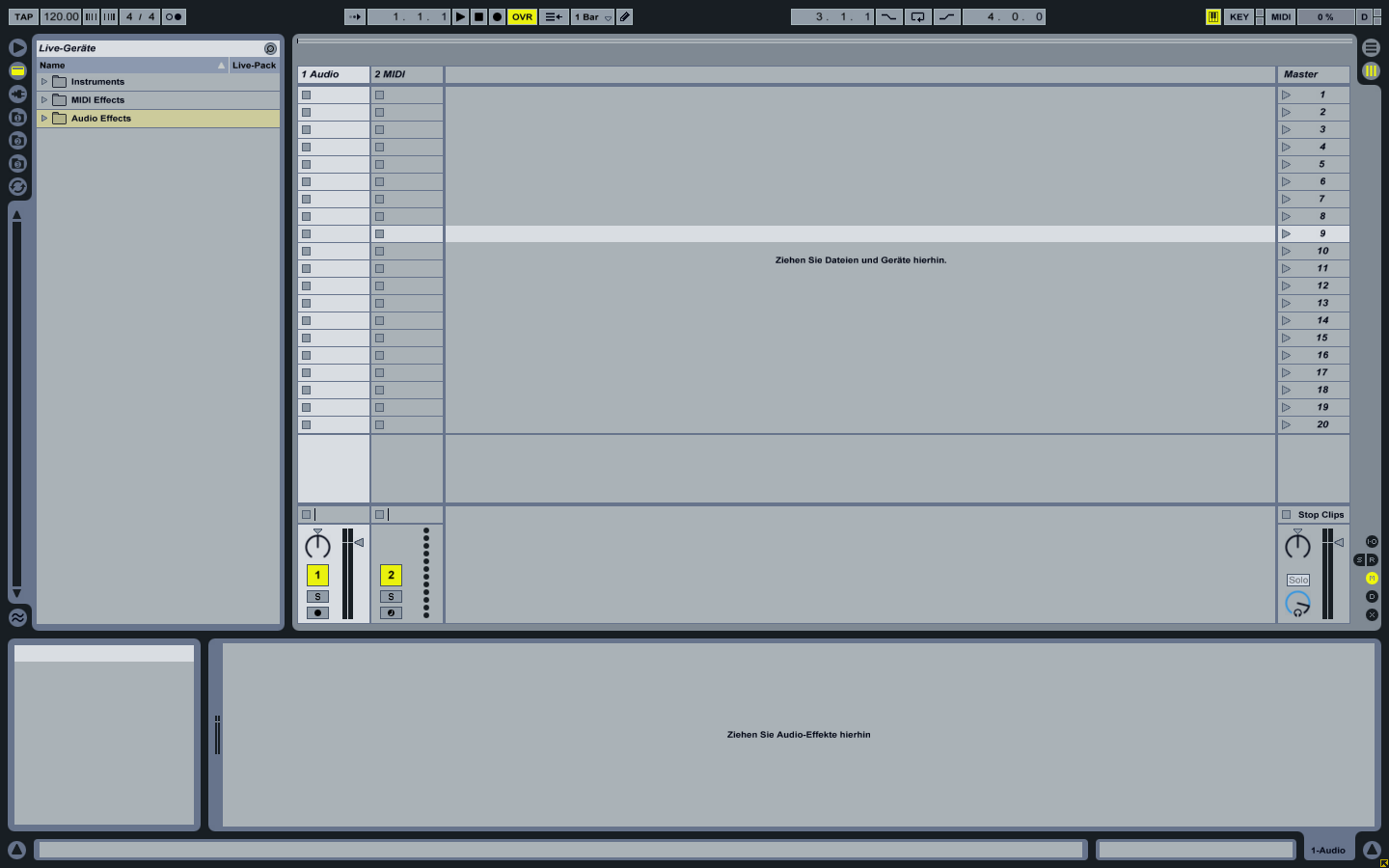
صفحه نمایش نرم‌افزار تولید موسیقی ایبلتن لایو

بوم‌موسیقی‌شناسی یا اکوموزیکولوژی (به انگلیسی: Ecomusicology)، حوزه‌ای از مطالعه است که به بررسی روابط بین موسیقی یا صدا و محیط طبیعی می‌پردازد. این حوزه مطالعه‌ای است که چندین رشته دانشگاهی مانند موسیقی‌شناسی، زیست‌شناسی، بوم‌شناسی و مردم‌شناسی را دربر می‌گیرد. بوم‌موسیقی‌شناسی این رشته‌ها را ترکیب می‌کند تا چگونگی تولید صدا توسط محیط‌های طبیعی و به‌طور گسترده‌تر چگونگی بیان ارزش‌های فرهنگی و نگرانی‌های مربوط به طبیعت از طریق رسانه‌های صوتی را بررسی کند. بوم‌موسیقی‌شناسی روش‌هایی را که موسیقی برای تکرار تصویر طبیعی ساخته می‌شود و همچنین شیوهٔ کاربرد صداهای تولیدشده در محیط طبیعی در ترکیب موسیقی را بررسی می‌کند. مطالعات بوم‌شناختی صداهای تولیدشده توسط جانوران در زیستگاه آنها را نیز بخشی از حوزه بوم‌موسیقی‌شناسی یا اکوموزیکولوژی به‌شمار می‌آورد. در سدهٔ بیست‌ویکم میلادی، مطالعات در زمینه بوم‌موسیقی‌شناسی نیز به‌طور فزاینده‌ای به سوی پایداری تولید و اجرای موسیقی علاقه‌مند شده‌است.